# Širokij (Oblast' di Magadan)
Širokij (in lingua russa Широкий) è un centro abitato dell'Oblast' di Magadan, situato nel Susumanskij rajon.